# Druivenkoers Overijse
De Druivenkoers is een wielerwedstrijd in en rond Overijse, tot 2024.voor profrenners, daarna een jeugdwedstrijd. De wedstrijd wordt sinds 1961 georganiseerd, traditioneel in het druivenseizoen, typisch voor de streek rond Overijse. De Druivenkoers vormt een van de hoogtepunten van de jaarlijkse druivenfeesten.
De "Druivenkoers" bestaat klassiek gezien uit twee grote ronden, en een tiental plaatselijke doortochten. In deze doortochten wordt de Schaveiberg en de Waversesteenweg opgereden. De wedstrijd staat dan ook bekend als een klimkoers bij de wielerkenners.

## Overzicht profwinnaars

### Meervoudige profwinnaars

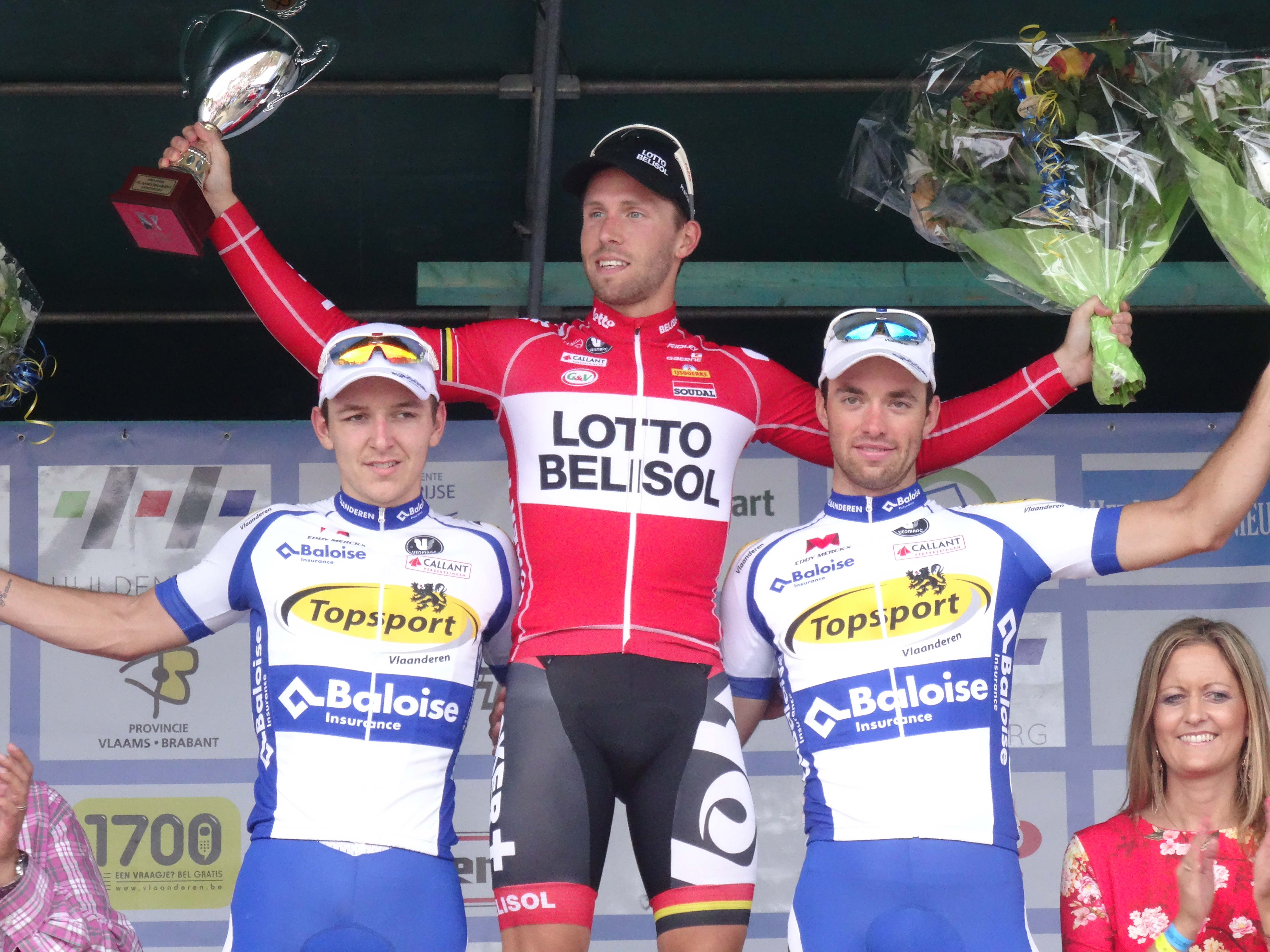
2014 : Jasper De Buyst (2), Jonas Van Genechten (1) & Tom Van Asbroeck (3).

| Overwinningen | Renner             | Land    | Jaren                     |
| ------------- | ------------------ | ------- | ------------------------- |
| 4             | Björn Leukemans    | België  | 2010 + 2011 + 2012 + 2013 |
| 4             | Roger De Vlaeminck | België  | 1970 + 1972 + 1974 + 1978 |
| 3             | Jérôme Baugnies    | België  | 2015 + 2016 + 2017        |
| 2             | Eddy Merckx        | België  | 1966 + 1975               |
| 2             | Johan Museeuw      | België  | 1994 + 1995               |
| 2             | Sergej Ivanov      | Rusland | 1998 + 1999               |

### Overwinningen per land
| Overwinningen | Land                                           |
| ------------- | ---------------------------------------------- |
| 47            | België                                         |
| 6             | Nederland                                      |
| 3             | Rusland                                        |
| 2             | Duitsland, Frankrijk                           |
| 1             | Colombia, Italië, Letland, Verenigd Koninkrijk |